# نادي ليتكابليس لكرة السلة
نادي ليتكابليس لكرة السلة (بالليتوانية: Panevėžio Lietkabelis)‏ هو فريق كرة سلة ليتواني للمحترفين تأسس في سنة 1964 يقع مقره في بانيفيزيس. يلعب في الدوري الليتواني لكرة السلة وكأس أوروبا لكرة السلة. من لاعبيه الحاليين بن مادجين، داريوش لافرينوفيتش وكشيشتوف لافرينوفيتش.

## وصلات خارجية
- الموقع الرسمي